# Patton Electronics
Patton Electronics es un manufacturero de electrónica estadounidense con sede en Gaithersburg, Maryland. Fundado en 1984, Patton Electronics ofrece una variedad de soluciones eléctricas.